# Koksijde
Koksijde (Coxyde em francês) é um município belga localizado na província de Flandres Ocidental, junto à costa sudoeste do Mar do Norte. O município compreende as vilas de Koksijde , Oostduinkerke, St-Idesbald e Wulpen.

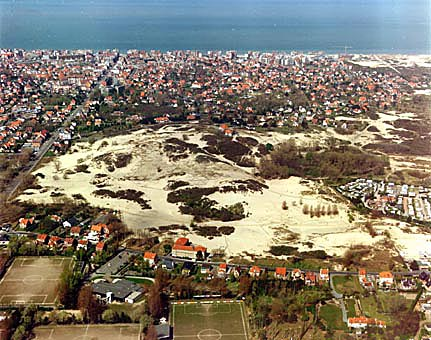
Vista aérea da vila de Koksijde

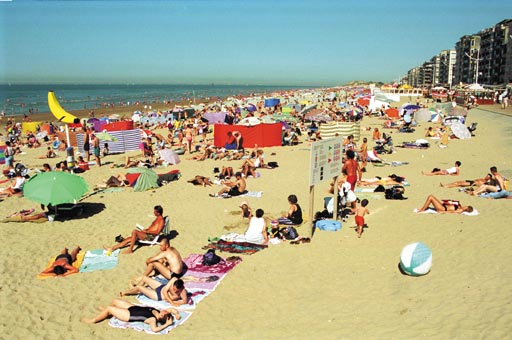
Praia de Koksijde

## Estatística
Em 1 de Janeiro de 2013, o município de Koksijde tinha uma população de 22.286 habitantes, uma área total de 43,96 km² , corrspondendo a uma densidade populacional de 506,97 habitantes por km². Neste município residem centenas de portugueses.

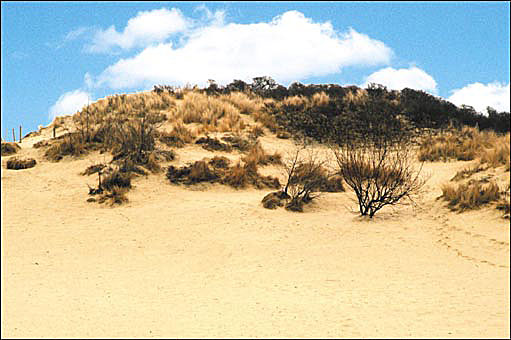
Hoge Blekker, a duna mais elevada da costa belga

.

## Vilas
O município encontra-se dividido em três deelgemeenten.
| #          | Nome                                                    | Área (km²) | População (01/01/2013)   |
| ---------- | ------------------------------------------------------- | ---------- | ------------------------ |
| I (IV) (V) | Koksijde - Koksijde-dorp - Koksijde-bad - Sint-Idesbald | 14,19      | 12.358 3.413 5.711 3.234 |
| II         | Oostduinkerke                                           | 17,47      | 8.534                    |
| III        | Wulpen                                                  | 12,29      | 520                      |

Fonte: gemeentelijke website
Koksijde faz fronteira com as seguintes vilas e municípios:
| - a. Nieuwpoort - b. Ramskapelle - c. Booitshoeke - d. Veurne - e. Adinkerke - f. De Panne |

### Mapa

Koksijde, deelgemeenten e vilas vizinhas. As áreas amareladas são zonas urbanas.

]]

## Turismo
O museu da abadia de Ten Duinen está instalado num edifício moderno, explicando a importância cultural e religiosa durante a história da referida abadia e mostrando a vida quotidiana dos monges cistercienses desde o início da instituição (1107) até à morte do último monge em 1833. O sítio arqueológico foi restaurado e está aberto ao público. O sótão do museu contém uma notável colecção de alfaias litúrgicas em prata. O Cemitério militar britânico é um testemunho dos sacríficios das tropas britânicas na Batalha de Dunquerque. O Museu Paul Delvaux situado em St-Idesbald possui uma grande cole(c)ção de pinturas daquele pintor surrealista belga.

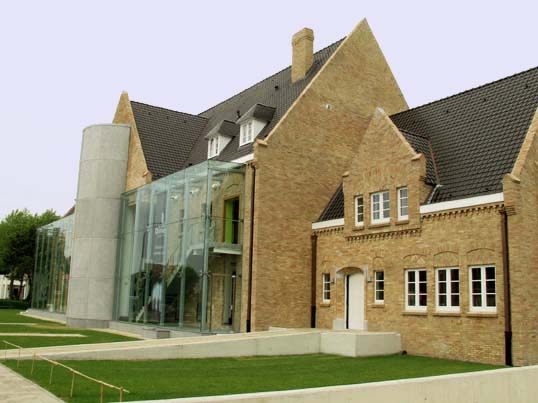
Museu da Abadia de Ten Duinen

## Desporto
O município de Koksijde é também conhecido pelo seu clube de futebol, o KVV Coxyde. O clube encontra-se atualmente no terceiro escalão do futebol belga.